# Иж-2717
Иж-2717 «Ода-версия» — легковой грузо-пассажирский автомобиль. Относится ко II поколению легковых автомобилей Ижевского автомобильного завода и является «преемником» модели Иж-2715.

## Описание

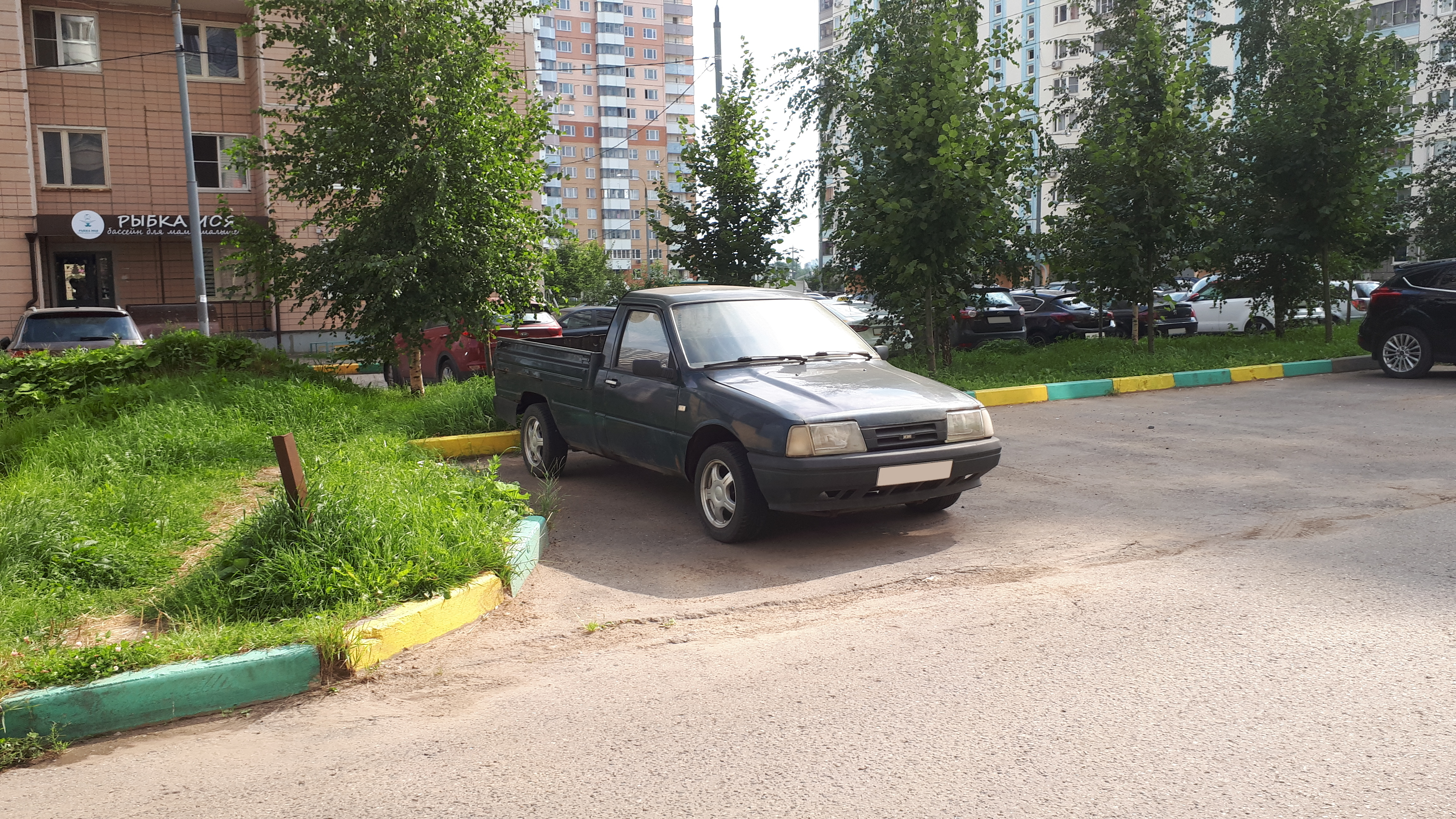
С открытым кузовом.

Создан на базе легковой модели Иж-2126 и отличается доработанной подвеской, специально приспособленной для грузоперевозок: дорожный просвет увеличен до 230 мм; задняя подвеска — рессорная, взамен рычажно-пружинного типа, установленной на взятой за основу легковой модели; шины повышенной грузоподъёмности, что позволило увеличить полезную нагрузку до 650 кг. При помощи двух пневмоупоров задняя дверь легко фиксируется в верхнем (открытом) положении. Передняя подвеска независимая, свечного типа (McPherson).
Иж-2717 оснащался двигателями нескольких типов. Наиболее распространены моторы УЗАМ-3317, рабочим объёмом 1700 см³., мощностью 85 л.с., и ВАЗ-2106, рабочим объёмом 1600 см³., мощностью 74,5 л. с.
Коробка передач механическая, пятиступенчатая.

## Модификации
- Иж-27171 отличалась кузовом типа пикап без верхней жёсткой части тента. По заказу могла быть оснащена съёмным матерчатым тентом.
- Иж-27171-062 (карбюратор), 063 (инжектор), 064 (дизель) «Охотник» оснащались двигателем ВАЗ-2130 1,8. Отличались полноприводной трансмиссией на основе узлов и агрегатов ИЖ-2126-060 и удлинённой кабиной, включающей место для перевозки собаки.
- ЛуАЗ ИЖ-2717-90 отличалась наличием пассажирских сидений и окнами в грузовой части. Собиралась на Луцком автозаводе Украины.